# Autos en México
Autos en México se refiere al mercado automotor y la evolución del mismo en México, así como una lista de las marcas y modelos disponibles a la venta en el país, así como una pequeña reseña histórica de los mismos..

## Marcas mexicanas
México es uno de los principales fabricantes de automóviles ligeros en el mundo, sin embargo son pocas las compañías mexicanas que producen coches bajo su propia marca. Inicialmente, la más antigua fue el Grupo Industrial Ramírez que se dedicaba principalmente a la producción de camiones, autobuses y vans de comercio hasta su desaparición en la década de los años 1980. Actualmente, la más antigua es DINA que se dedica principalmente a la producción de autobuses y anteriormente camiones. En los últimos años han surgido otras iniciativas que son dignas de mención, como el caso del Mastretta MXT presentado en 2008, y el VUHL 05 presentado por primera vez en 2013. También hubo un fabricante de camiones, autobuses y vans de comercio y pasajeros bajo el nombre de CBO con sede en Monterrey, Nuevo León, el cual desapareció a inicios del 2020. En 2016, fue anunciado el Inferno Exotic Car, con participación de mexicanos pero que sería fabricado y vendido en Italia, no en México. La última iniciativa de este tipo fue por parte de la compañía Zacua, que en julio de 2017 presentó sus modelos eléctricos M2 y M3. Otra compañía mexicana que se dedica a la fabricación de coches es Ron Automóviles con sede en Guadalajara, Jalisco. Kiri Ecology in Motion es una marca de autos eléctricos con fabricación en China que también está presente en el mercado de carros .

## Industria automotriz en México
Actualmente siete de las principales fabricantes de automóviles ligeros en el mundo tienen plantas ensambladoras en México, estas son: Chrysler, Ford Motor Company, General Motors, Honda, Nissan, Toyota y Volkswagen. Durante el 2009 estas siete fabricantes produjeron en conjunto un total de 1,507,527 automóviles, y durante 2010, la producción alcanzó 2,260,776 automóviles. El 17 de junio de 2011, la Mazda anuncio la construcción de su primera planta en México. La siguiente tabla muestra el número de automóviles producidos en total y no representa el número de ventas nacional. Recientemente iniciaron operaciones Mazda y Audi.
| Periodo    | Chrysler | Fiat  | Ford   | GM     | Honda | Nissan | Toyota | Volkswagen | Total     |
| ---------- | -------- | ----- | ------ | ------ | ----- | ------ | ------ | ---------- | --------- |
| Ene (2013) | 25 927   | 3 616 | 44 113 | 57 290 | 5 313 | 65 364 | 4 913  | 36 319     | 242 855   |
| Feb (2013) | 28 562   | 5 054 | 42 485 | 51 773 | 4 670 | 56 356 | 4 787  | 52 510     | 246 197   |
| Mar (2013) | 27 599   | 5 740 | 42 950 | 53 145 | 4 489 | 53 304 | 5 019  | 46 273     | 238 519   |
| Abr (2013) | 32 177   | 5 866 | 47 164 | 31 088 | 4 839 | 58 032 | 5 517  | 54 083     | 238 766   |
| May (2013) | 33 449   | 6 032 | 46 415 | 49 254 | 5 847 | 57 300 | 5 807  | 51 370     | 255 474   |
| Jun (2013) | 33 564   | 4 674 | 45 719 | 59 669 | 5 348 | 59 581 | 5 602  | 52 194     | 266 351   |
| Jul (2013) | 31 744   | 4 625 | 43 157 | 61 117 | 6 128 | 48 496 | 4 812  | 39 232     | 239 311   |
| Ago (2013) | 29 718   | 5 107 | 45 848 | 53 113 | 5 827 | 64 115 | 5 885  | 49 493     | 259 106   |
| Sep (2013) | 37 352   | 4 229 | 43 456 | 58 764 | 5 466 | 56 454 | 5 399  | 30 620     | 241 740   |
| Oct (2013) | 41 932   | 3 893 | 51 231 | 65 894 | 6 274 | 65 878 | 6 198  | 43 930     | 285 230   |
| Nov (2013) | 36 505   | 2 548 | 43 655 | 64 131 | 5 250 | 56 759 | 5 762  | 41 085     | 255 695   |
| Dic (2013) |          |       |        |        |       |        |        |            |           |
| Acumulado  |          |       |        |        |       |        |        |            | 2 769 244 |

## Plantas armadoras

### BMW
BMW anunció el 3 de julio de 2014, la construcción de una planta armadora en el municipio Villa de Reyes en San Luis Potosí. Se invertirán cerca de 1 000 millones de dólares, la planta entrará en operaciones en 2019 con la producción de cerca de 150 000 millones de  automóviles.

### Chrysler
Chrysler cuenta con 7 plantas en México en dos diferentes ubicaciones, Saltillo, Coahuila y Toluca, Estado de México. En Coahuila se encuentran 2 plantas de motores, 2 de ensamble y una de estampados. En Toluca se encuentran 2 plantas: una de estampados y otra de ensamble.

### Ford
Ford cuenta con tres plantas ensambladoras en México, una ubicada en Cuautitlán, Edo. de México, otra en Hermosillo, Sonora y la última en Chihuahua, Chihuahua.

### General Motors
General Motors cuenta con cuatro plantas ensambladoras en México, la primera está ubicada en Toluca, Edo. de México, otra en Ramos Arizpe, Coahuila, una tercera en Silao, Guanajuato y la última en San Luis Potosí, San Luis Potosí. Así mismo cuenta con un Centro de Ingeniería y Servicio Posventa en Toluca y una Pista de Pruebas en Cupuán del Río, Michoacán.

### Honda
Honda cuenta con dos plantas en México ubicadas en El Salto, Jalisco y en Celaya, Guanajuato.

### Kia
Kia anunció el 28 de agosto de 2014 que iniciará la construcción de una planta de ensamble de vehículos en el municipio de Pesquería (Nuevo León) en el estado de Nuevo León. Estará terminada en 2016 y producirá los modelos Rio y Forte.

### Mazda
El 17 de junio de 2011, Mazda anuncio la construcción de su primera planta en México. La cual estará ubicada en Salamanca, Guanajuato. Se planea que dicha planta inicie sus operaciones en 2013, y fabricara los modelos Mazda 2 y Mazda 3. Actualmente ya ha iniciado la producción del Mazda 3 en carrocerías de 4 y 5 puertas.

### Nissan
Nissan cuenta con dos plantas ensambladoras y 1 en construcción en México, 2 en Aguascalientes, Aguascalientes, y otra en Cuernavaca, Morelos.

### Toyota
Toyota cuenta con una planta ensambladora en México, ubicada en Tijuana, Baja California. Recientemente acaba de anunciar la construcción de sus segunda planta, que ahora armará turismos.

### Grupo Volkswagen
Volkswagen cuenta con una planta ensambladora en México, ubicada en Sanctórum, Puebla. y también cuenta con una planta de motores en Silao, Guanajuato. Por otra parte el 5 de septiembre de 2012. Audi, la marca de lujo del grupo Volkswagen, anunció que abrirá una nueva planta ensambladora en Puebla, con una inversión de 1300 millones de dólares.

## Historia automotriz en México
En 1903, los primeros automóviles llegaron a la Ciudad de México, totalizando un parque vehicular de 136 en aquel año, creciendo hasta los 803 años después. Esto encaminó al Presidente Porfirio Díaz (de 1884 a 1910), para crear el primer Reglamento de Tránsito en el país. Este permitía que los automovilistas alcanzaran una velocidad máxima de 10 km/h en calles estrechas o muy transitadas, y hasta 40 km/h en las demás. Sin embargo, él creó un impuesto para los propietarios de vehículos que fue abolido en 1911 con la victoria de Francisco I. Madero sobre Díaz.
En 1921, Buick fue la primera armadora oficialmente establecida en México, no obstante la más grande era la Ford Motor Company, que se estableció en 1925.
Hacía 1961, varias compañías automotrices operaban plantas armadoras o importadoras en el país cuando la primera crisis económica hizo su aparición en México. A principios de la década de los 1960 apareció un Decreto Automotriz cuyas regulaciones dictaban que las empresas establecidas en México debían ensamblar todos los automóviles comercializados en el país, regulando también el porcentaje de integración nacional, así como el porcentaje de las autopartes importadas. La idea era el desarrollar una industria automotriz nacional para promover la creación de empleos e impulsar el implemento de avances tecnológicos. Las empresas que no acataron este decreto tuvieron que abandonar el país, entre éstas estaban Mercedes-Benz, Fiat, Peugeot, Citroën y Volvo. Las tres grandes empresas americanas permanecieron en el país junto con AMC, Renault, Volkswagen y Datsun.
El 1 de enero de 1962 entra en vigor la Ley de Ingresos de la Federación de ese año, que incluye el cobro del impuesto sobre tenencia de vehículos. Este impuesto es variable dependiendo del valor de la factura del vehículo, el número de cilindros de su motor, etc. Fue hasta 2012 que este impuesto fue derogado por el gobierno federal dejando a consideración de seguir cobrándose a los Estados Unidos.
En los 80, debido a una nueva crisis económica dejaron el país VAM (American Motors) y por segunda vez la francesa Renault (esta última en marzo de 1986).
A partir de 1984, el Decreto Automotriz sufrió de algunas modificaciones, esta vez limitaba a las armadoras a producir automóviles a partir de una sola plataforma, compartiendo a su vez las salpicaderas (guardafangos) delanteras. Este decreto estuvo en vigor hasta 1990, cuando se permitió a las armadoras establecidas en México importar automóviles.

### El programa “Hoy no circula” y la importación de automóviles nuevos
Un evento muy relevante en relación con la comercialización de automóviles en el país fue la implementación del programa hoy no circula en la Ciudad de México (posteriormente se extendería a otras ciudades y estados del país), el cual tiene por objetivo restringir la circulación de la quinta parte de los vehículos de la ciudad por cada día hábil de la semana. Esto inicialmente ocasionó una sobredemanda, principalmente de automóviles usados, para poder circular en los días en que el automóvil primario estaba restringido, disparando los niveles de contaminación atmosférica. Al ver esto el Gobierno de la Ciudad de México, y también a raíz de la obligatoriedad de la instalación de catalizadores en los automóviles nuevos a partir del año modelo 1991, se diseñó el actual sistema de calcomanías: calcomanía 2, calcomanía 0 y calcomanía 00 (doble cero), que es el que actualmente rige este programa.

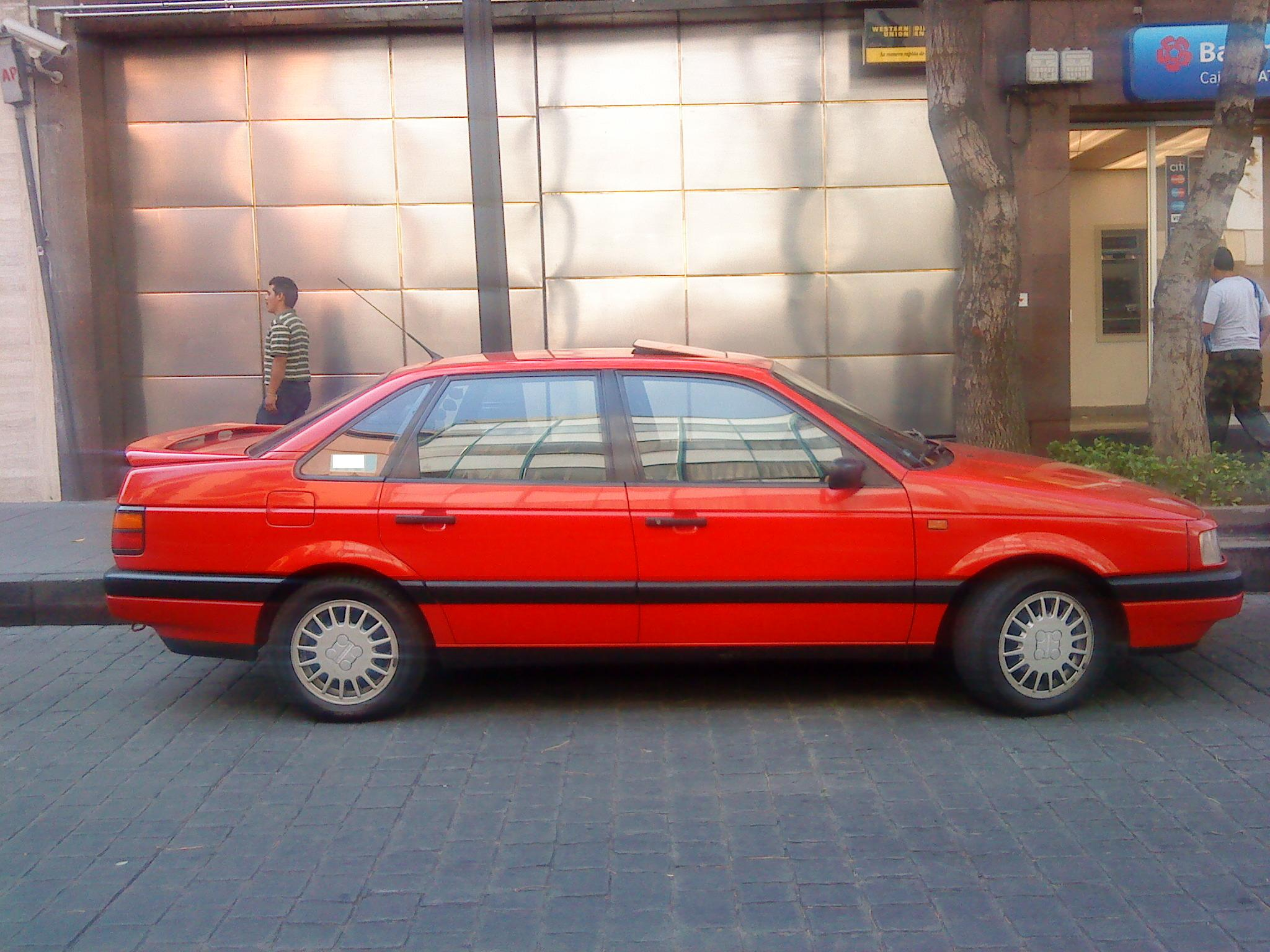
Volkswagen Passat GL 16V 1991.

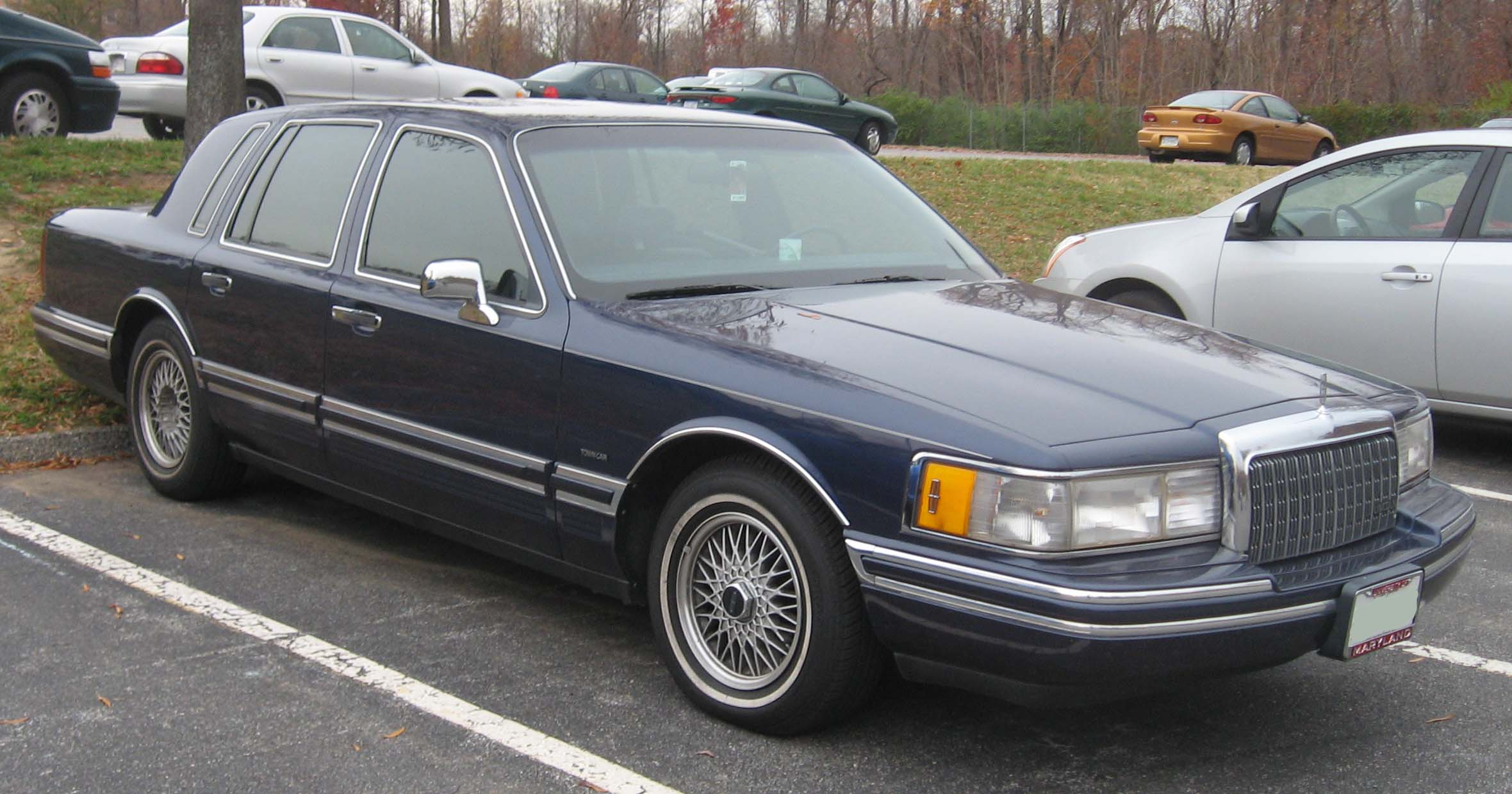
Lincoln Town Car 1991.

A partir del año modelo 1991 se importaron principalmente automóviles de lujo. Estos fueron entre otros:
- Por parte de Chrysler el Chrysler Imperial.
- De Ford Motor Company, la Ford Explorer, Ford Aerostar, y el Lincoln Town Car.
- Por parte de General Motors, el Buick Regal, el Chevrolet Corvette y el Cadillac DeVille.
- De Nissan fueron el Nissan Maxima, Nissan Pathfinder y el Nissan 300ZX
- De Volkswagen el elegido fue el Volkswagen Passat B3 en versión GL 16V.

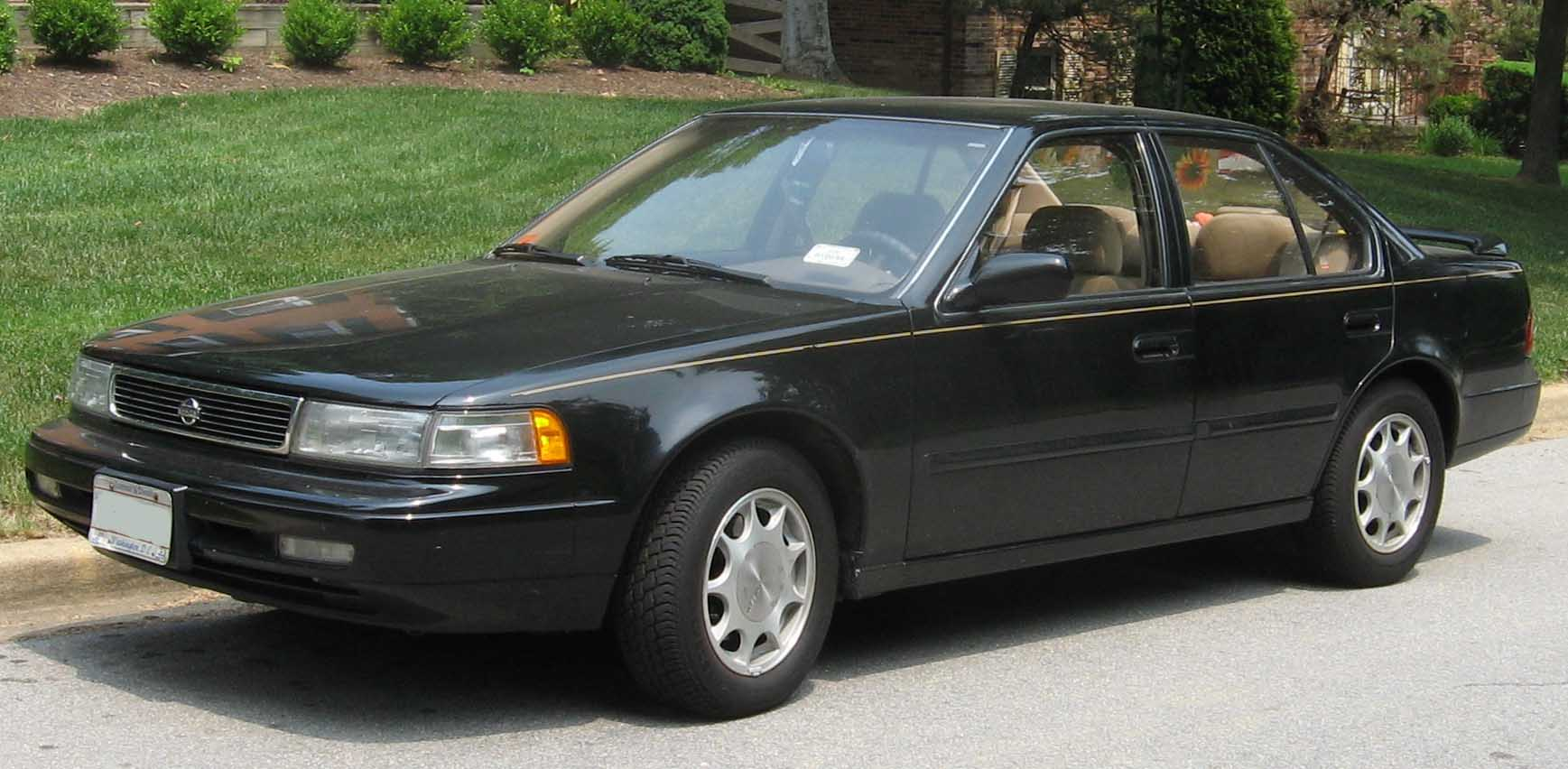
Nissan Maxima 1992.

Posteriormente se fueron incorporando nuevos modelos y marcas al mercado automotor mexicano, comenzando por BMW, Honda y Mercedes Benz. A medida que la Economía de México iba creciendo después de la primera mitad de la década de los 90, cada vez más armadoras se hicieron presentes en el mercado mexicano, hasta completar prácticamente todas las marcas que se habían ido desde los 1960.
En 2005 las ventas de automóviles de pasajeros rebasaron la marca del millón de unidades. Este continuo incremento en las ventas ha impulsado a los fabricantes a ofrecer automóviles con propulsión alternativa, como el Honda Civic Hybrid y el Volkswagen Jetta TDI. Este tipo de coches no habían estado disponibles en el país desde que estaba a la venta el
Volkswagen Caribe Diésel entre 1979 y 1983. (Vea los párrafos en cada una de las marcas como Honda y Volkswagen. En 2010 llegaron más modelos híbridos al mercado como el Toyota Prius, mientras que en septiembre de 2008 se presentó en el país el Smart Fortwo Mirco-Hybrid y se presentó el Honda CR-Z en el 2012. 
Asimismo, en 2008 comenzó la producción del primer automóvil de serie totalmente desarrollado en México, el Mastretta MXT, un automóvil deportivo similar en concepto a los Lotus británicos.
A la fecha, más de 40 marcas automotrices tienen representación en México, ofertando más de 400 modelos diferentes.

## Cultura automotriz y el Salón Internacional del Automóvil
Desde la primera vez que en la Autoexpo de la Ciudad de México abrió sus puertas, la cultura automotriz en México no ha dejado de crecer constantemente. La publicación de revistas de automóviles comenzó de manera formal en noviembre de 1981 con la aparición de la revista Motor y Volante, de 1983 a 1987 la revista Su Auto, a principios de 1995 de la revista 4 Ruedas, seguida poco después de Automóvil Panamericano, esta última editada por Televisa, así como también del concepto de información automotriz multimedia Autoexplora. Posteriormente han aparecido ediciones mexicanas de las principales revistas de automóviles internacionales, tales como Car and Driver, Car Magazine inglesa y más recientemente de la germana AutoBild.
En cuanto a la AutoExpo, ésta cambió su nombre en 2004 por el de Salón Internacional del Automóvil de México con la finalidad de convertir este evento en uno de talla internacional, comparable al Salón del Automóvil de Detroit. En sus primeras dos ediciones, nuevas marcas como Mazda se han introducido al mercado mexicano, no obstante ha sufrido de ausencias de algunas otras como Jaguar y Volvo en las ediciones de 2004 o de 2005. Por otra parte, Renault ha anunciado que asistiría al evento cada dos años por políticas de la compañía. La edición de 2006 fue considerado un fracaso rotundo ya que más de 15 compañías se ausentaron del evento, entre otras, el grupo Volkswagen, Renault y Peugeot.
El año siguiente, y por primera vez desde 1994, el SIAM no se llevó a cabo en 2007, sin embargo la edición de 2008 se llevó a cabo del 27 de septiembre al 5 de octubre de 2008, transformándose este evento en uno de carácter bianual, tal y como sucede con muchos otros eventos internacionales como los salones de São Paulo, el de París, y el de Frankfurt. Infortunadamente desde entonces no se ha vuelto a realizar este evento. Hubo un intento en 2011 denominado Salón Internacional del Automóvil Guadalajara, sin la presencia de marcas como Chevrolet, Volkswagen, Seat y BMW, entre otros.

## Automóviles exitosos en México
Algunos coches han sido particularmente exitosos en ventas en el Mercado mexicano, por su reputación de fiabilidad y bajo costo de compra.

### Chevrolet Chevy

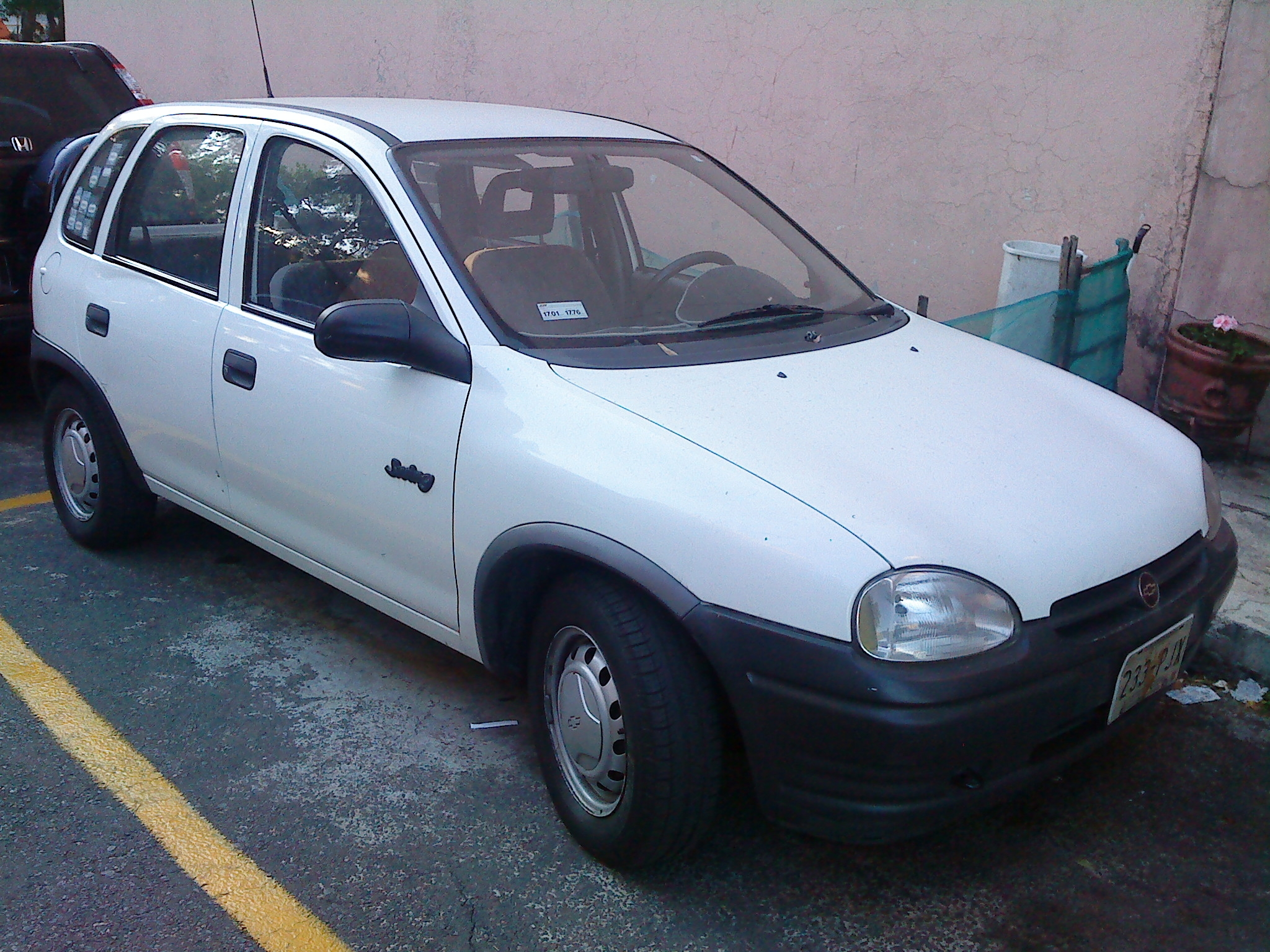
Chevy Swing 1996. Entre 1994 y 1996 este modelo era importado desde España (Opel Corsa en España).

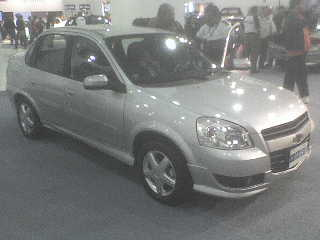
Chevy 2009 4 puertas. Aquí se muestra el rediseño frontal recientemente presentado en el mercado mexicano.

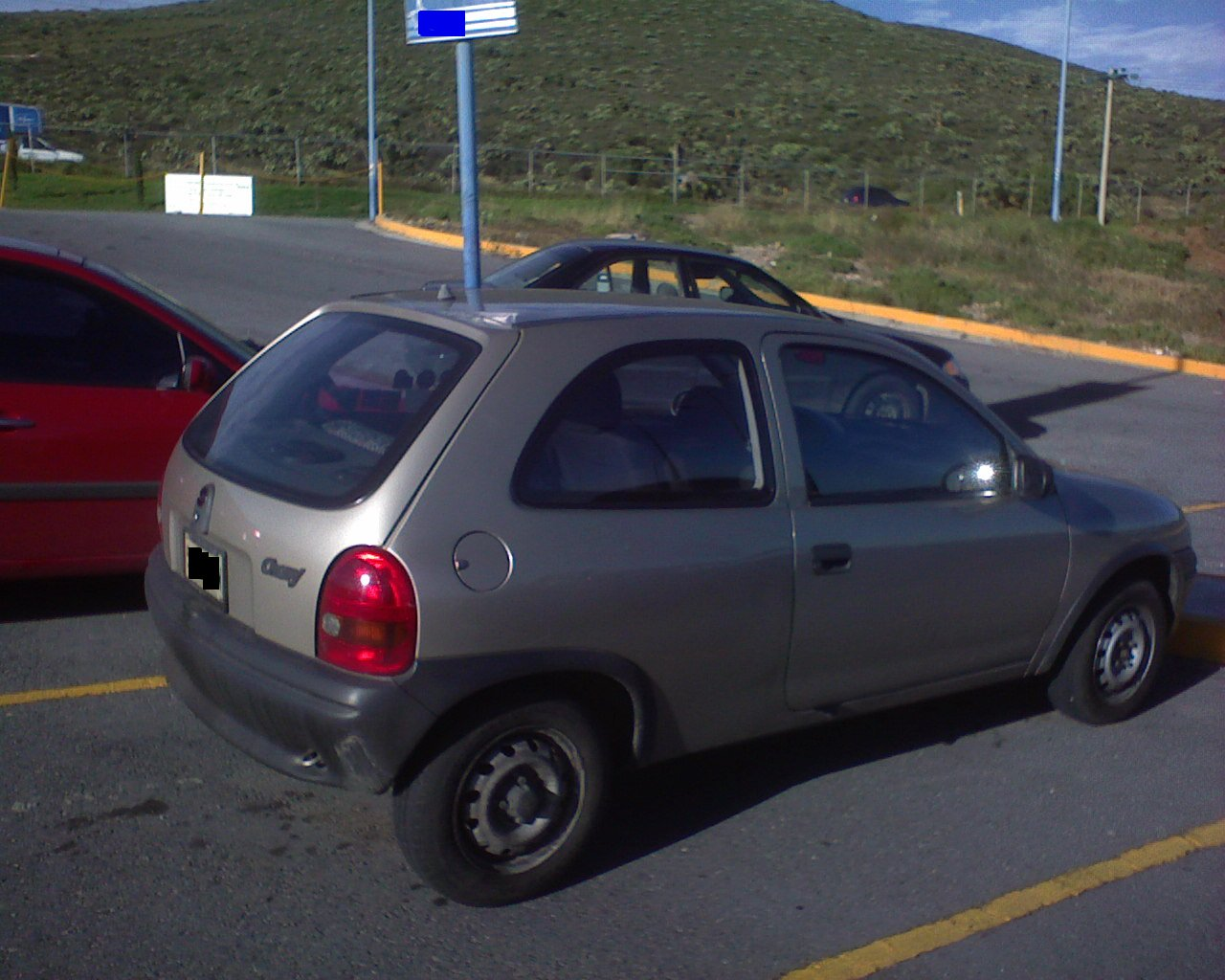
Chevy Pop 3 puertas. A partir de 1997 se produce en México. Este es el auto que desplazó al Volkswagen Sedán del primer lugar de ventas en el país.

La segunda generación del Opel Corsa fue introducida en México importada desde España para competir con el exitoso Volkswagen Sedán, bajo el nombre de Chevy. La estrategia de General Motors de posicionar este auto como un modelo funcional y de bajo costo fue muy exitosa dándole excelentes resultados. A partir de 1996, se introdujo el económico “Chevy Popular”, conocido como Chevy Pop, ya fabricado en la planta de GM de Ramos Arizpe, llegando así a superar al Volkswagen Sedán como el auto de mayor venta en México. Posteriormente Chevrolet introdujo en México el Chevy Monza, virtualmente idéntico al Chevrolet Classic brasileño que todavía se produce hasta nuestros días, dirigido a quienes buscan una mayor amplitud de cajuela a un bajo costo.
De igual forma se introduce al mercado las versiones Pop (Apócope de Popular) con equipamiento mínimo (en versiones 3 puerts,5 puertas y sedan) en un esfuerzo por aumentar las ventas y para también plantar competencia a la nueva generación de autos que se ocupaban como taxi,tales como el Nissan Tsuru, VW Pointer y demás alternativas que ya le quitaban al ya cansado VW Sedan las ventas mayoritarias, aunque en un principio las versiones pop fueron para esfuerzos de flotilla, muchas personas de clase media baja a media alta comenzaron a comprar dichas versiones debido a que eran muy accesibles,y aunado a la llegada del aire acondicionado a los motores 1.6 MPFI se obtenía desde 2002 una oferta accesible con un motor fiable no solo para los taxistas si no para el público mexicano en general.
El diseño continuo sin cambios hasta 2000, en que hubo un ligero rediseño de luces, calaveras y detalles interiores. Una variante familiar llamada Chevy Wagon se comenzó a importar desde Argentina, igualmente una variante pickup hecha en Brasil hizo su aparición. Posteriormente con la introducción del Opel Corsa C el Chevy ya no era producido en Europa, sin embargo, este continuó en producción en México, Brasil, Argentina y se introdujo en China bajo el nombre de Buick Sail (posteriormente rebautizado como Chevrolet Sail). En 2004, diseñadores mexicanos rediseñaron el Chevy tanto interior como exteriormente y mejoraron su motor 1.6 L. Para que llegara a los 100 CV, al tiempo que las variantes familiar y pickup, eran sustituidas por la Chevrolet Meriva y Chevrolet Tornado respectivamente. Este nuevo Chevy recibió el nombre de Chevy C2, mismo que hace referencia a que es “la segunda generación del Chevy”. En julio de 2008, hace su aparición un nuevo rediseño, esta vez realizado en Detroit como el Chevy 2009, este se sigue comercializando como hatchback de 3 y 5 puertas, así como sedán de 4 puertas. En 2010 se eliminan las versiones Comfort 3, 4 y 5 puertas y se adhiere la nueva versión Chevy Cargo 3 puertas para flotillas. Para el modelo 2011 sufre otro ajuste en su gama y unos cambios estéticos, el primer ajuste es la desaparición de la versión 5 puertas del Chevy para darle entrada a los nuevos Chevrolet Matiz y Chevrolet Spark. En lo estético sufren un pequeño rediseño en faros ahora son oscurecidos debido a que es la edición conmemorativa 75 aniversario de operaciones de General Motors de México.
El Chevy dejó de producirse y venderse en 2012, esto para ser sustituido por los modelos Aveo y Sonic los cuales serían fabricados en el país tomando el lugar de este mismo. Para “despedir” al modelo se preparó una última edición conmemorativa con detalles distintivos como un Kit aerodinámico discreto para la ocasión, rines también conmemorativos así como el regreso de la denominación Joy. Tuvo buena recepción entre el público dicho modelo.

### Nissan Tsuru

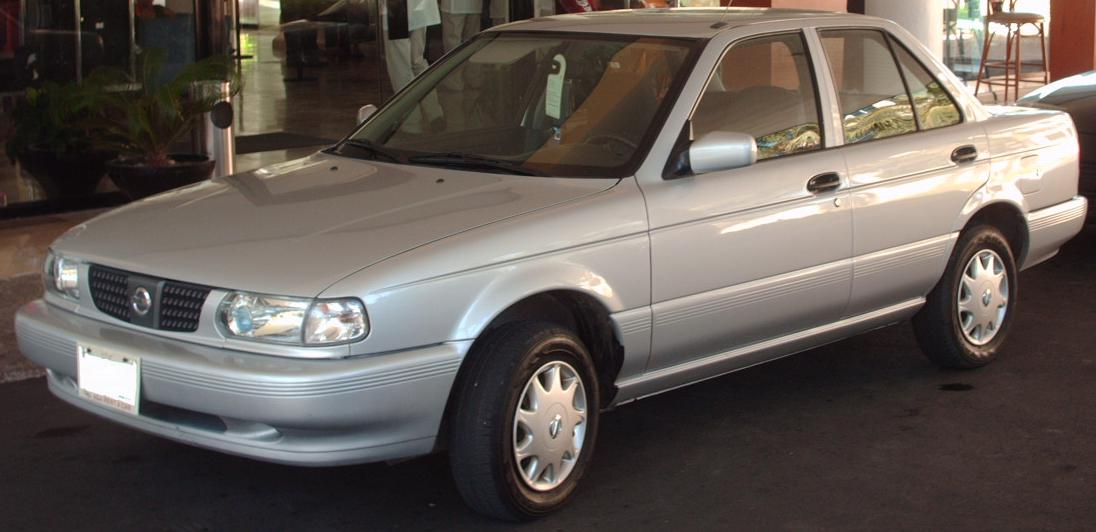
Nissan Tsuru GSII 2008.

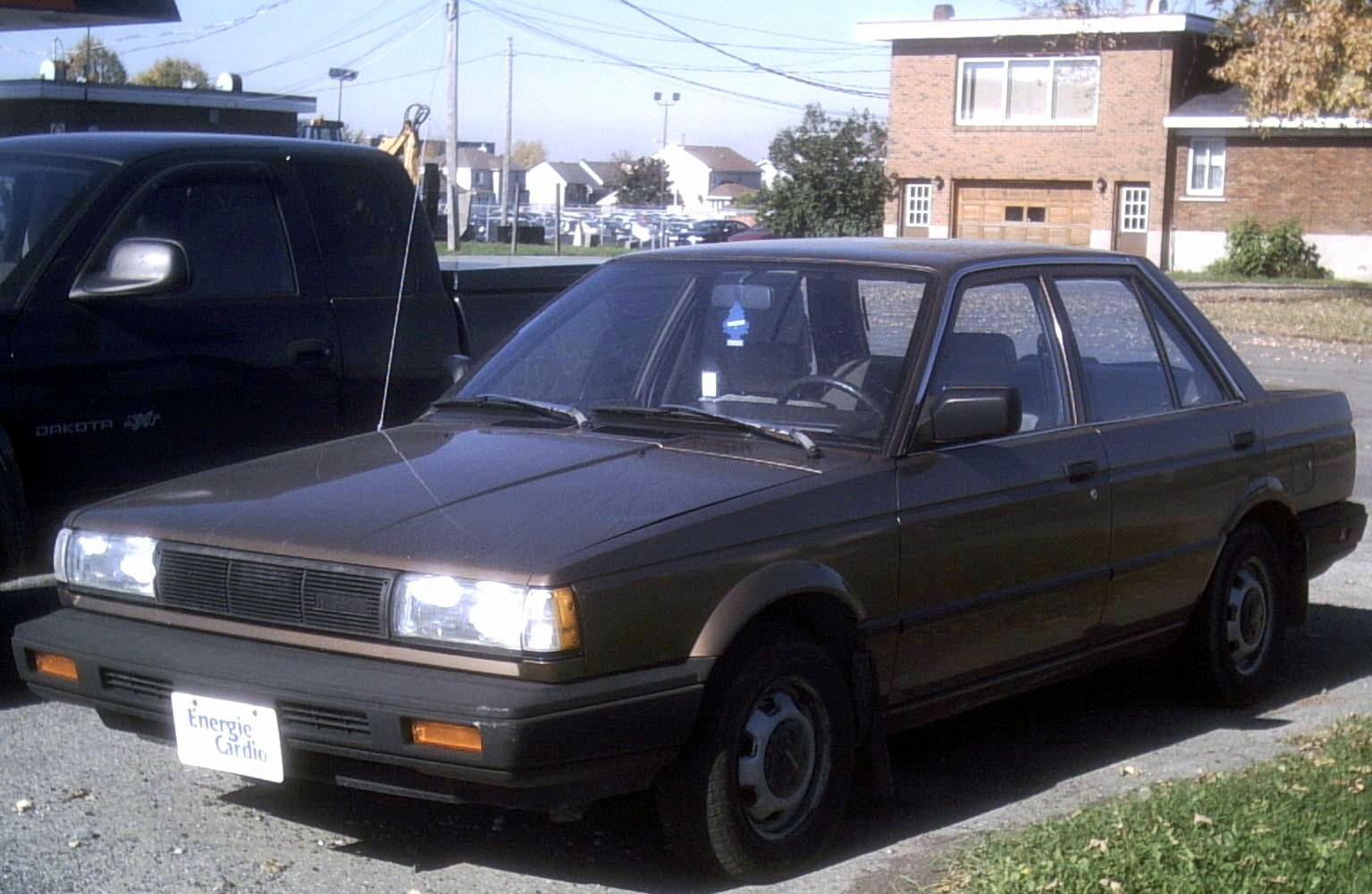
Nissan Tsuru II.

El Datsun 160J (llamado Datsun Sedan en México) si bien tuvo buenas cifras de venta en México, nunca alcanzó las del modelo que le reemplazo a partir de 1984.
En marzo de 1984 se lanza en México la primera generación del Nissan Sentra, (llamado también Nissan Sunny en otras partes del mundo) bajo el nombre de Nissan Tsuru (que significa grulla en japonés. El Tsuru pronto fue aceptado por los mexicanos por ser un automóvil cómodo, de muy bajo consumo de gasolina y de precio accesible, sin embargo, no llegó entonces a reemplazar al Volkswagen Sedán como el auto de mayor venta en México. Esta primera generación se comercializó entre 1984 y 1987 como Sedan de 2 y 4 puertas, familiar, y hatchback de 3 puertas, que recibió el nombre de Tsuru Hatchback, de este último, Nissan Mexicana desarrolló en 1987 una versión limitada denominada Ninja Turbo.

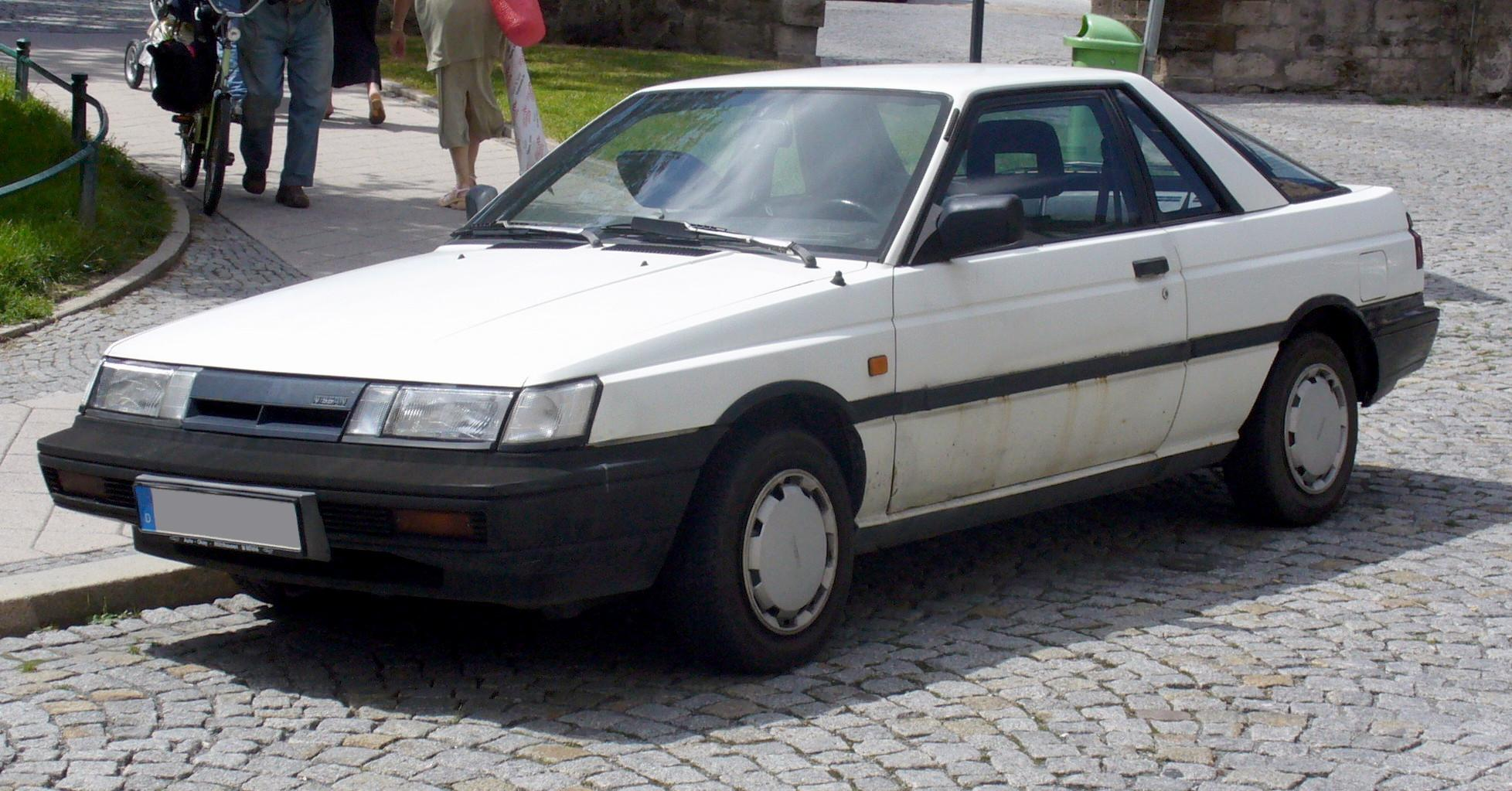
Nissan Hikari Coupé.

A finales de 1987 se lanza una segunda generación del Tsuru como modelo 1988, llamado en esta ocasión Tsuru II, este auto presentaba un diseño de corte más anguloso y unas dimensiones ligeramente mayores, aunque en su mecánica no hubo mayores cambios. Esta generación conservó las variantes sedan 2 y 4 puertas, así como la familiar, que se llama Tsuru Vagoneta mientras que el cupé de 3 puertas de comercializa bajo el nombre de Nissan Hikari Coupé.

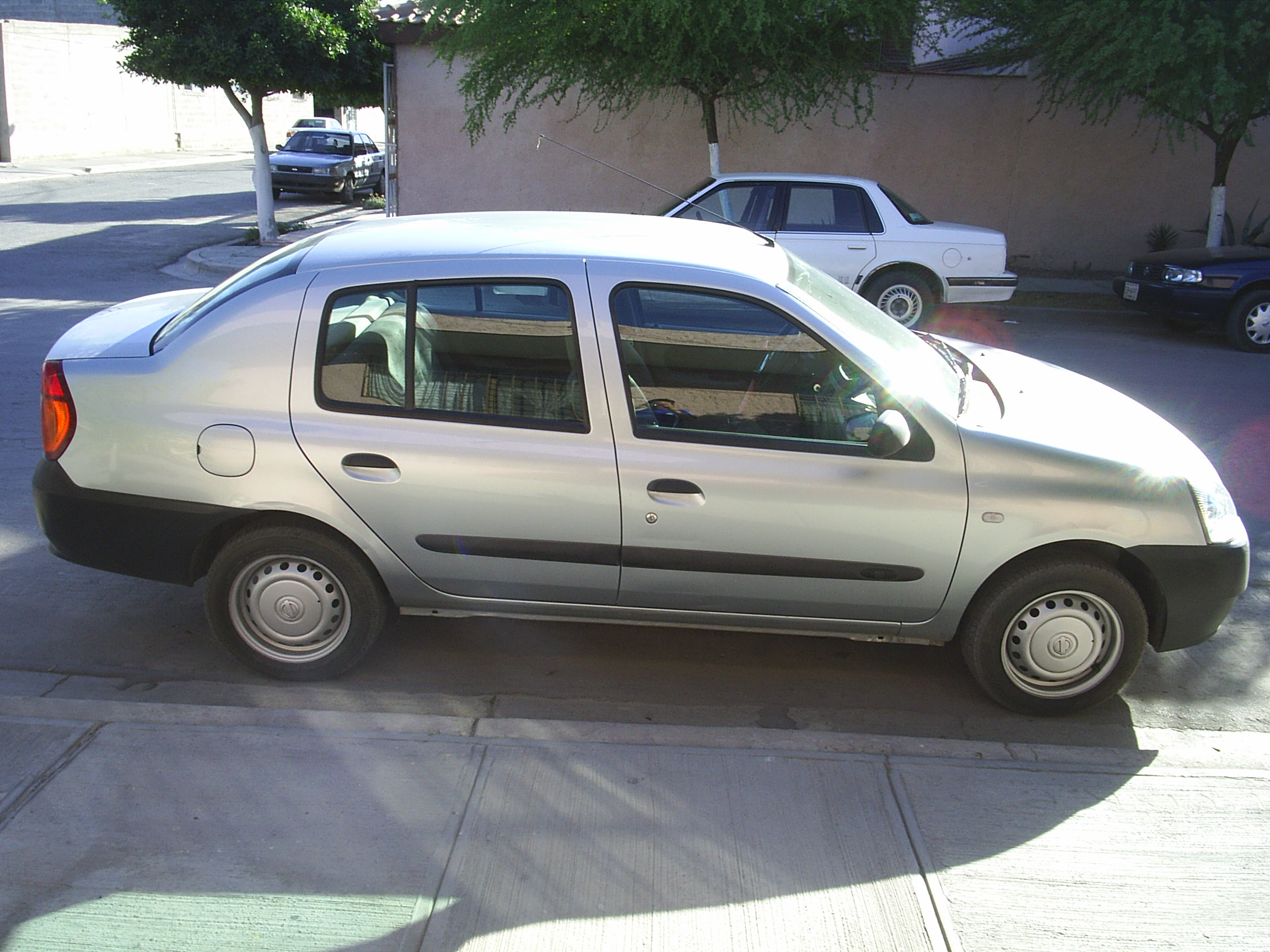
Nissan Platina Q 2006.

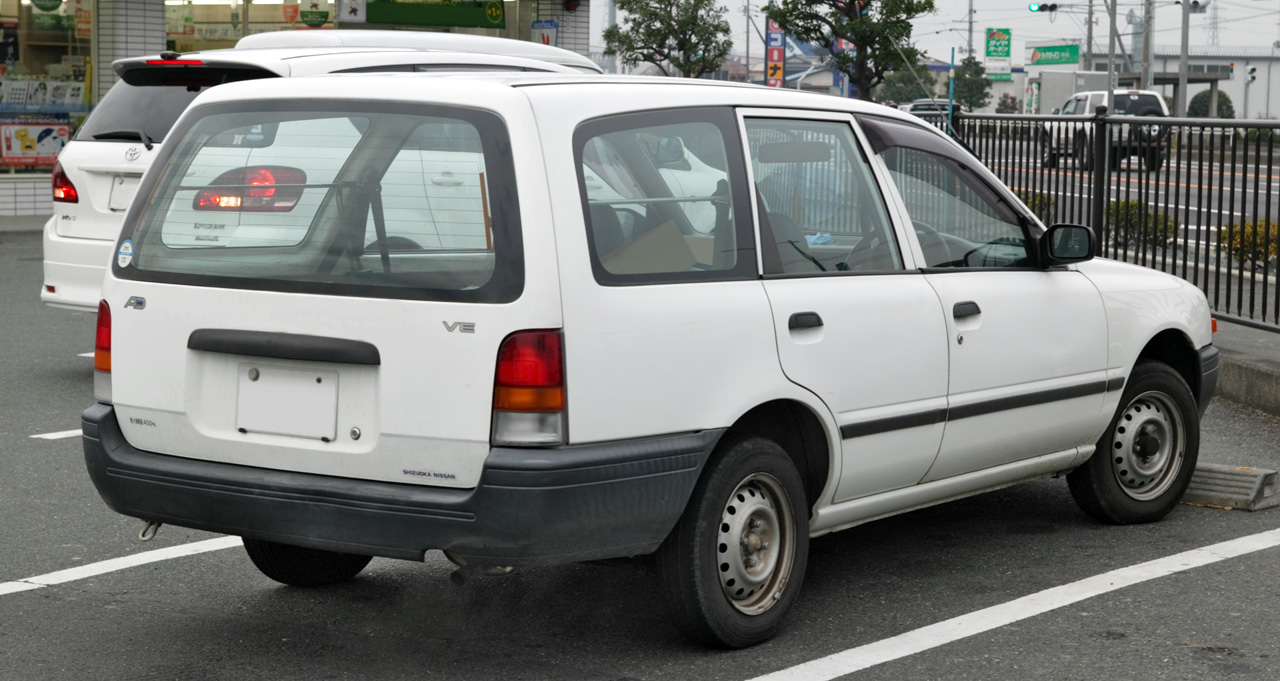
Nissan Tsubame.

La tercera generación del Tsuru se introdujo a finales de 1991 como modelo 1992, en esta generación se abandona el diseño anguloso a favor de uno más redondeado. Sus variantes de carrocería se limitaron a las de Sedan de 2 y 4 puertas mientras que la variante familiar recibió tanto una carrocería distinta a la del Tsuru así como un nombre distinto, llamándose Nissan Tsubame. Esta tercera generación pronto empezó a ser conocida por ser potente, económica en cuanto a consumo, y cómoda, así como de bajo costo de adquisición. Con el Chevy de 1994, el Tsuru se enfrentó a un nuevo competidor. A partir de 1996 aparecen versiones menos equipadas y más accesibles al tiempo que la versión de dos puertas es descontinuada, gracias a esto, el Tsuru se ha vuelto el rival más serio para automóviles como el Chevy y el Volkswagen Pointer peleando con éstos por el primer lugar en ventas en México.
El Nissan Platina fue ideado para ser su sucesor, sin embargo, el posicionamiento tan fuerte en ventas del Tsuru hizo que el Nissan Platina (idéntico al Renault Clio Symbol) fuera relegado a un papel de segunda opción.
El Tsuru asimismo es la elección más frecuente entre los taxistas de la Ciudad de México, y actualmente el Tsuru es el auto con mayor permanencia en tiempo en ventas en el país (25 años). Actualmente el Nissan Tsuru se comercializa con un motor 1.6 L 105 CV, transmisiones manual de 5 velocidades y automática de 4 opcional, y en dos niveles de equipamiento (Tsuru GS1 y Tsuru GS2).
Se han vendido más de 1 millón y medio de unidades, el Tsuru dejara de producirse en mayo de 2017 pese a que no cumple con la nueva Norma Oficial Mexicana 192 que exige que todo los vehículos nuevos comercializados en México deben tener 2 bolsas de aire y frenos ABS para el año modelo 2019. Para despedir al Tsuru se ofrecerá una edición conmemorativa de 1000 unidades que saldrá a la venta en el mes de marzo de 2017. ref:http://www.eluniversal.com.mx/articulo/cartera/negocios/2016/10/26/nissan-confirma-que-dejara-de-producir-el-tsuru-en-2017

### Volkswagen Pointer

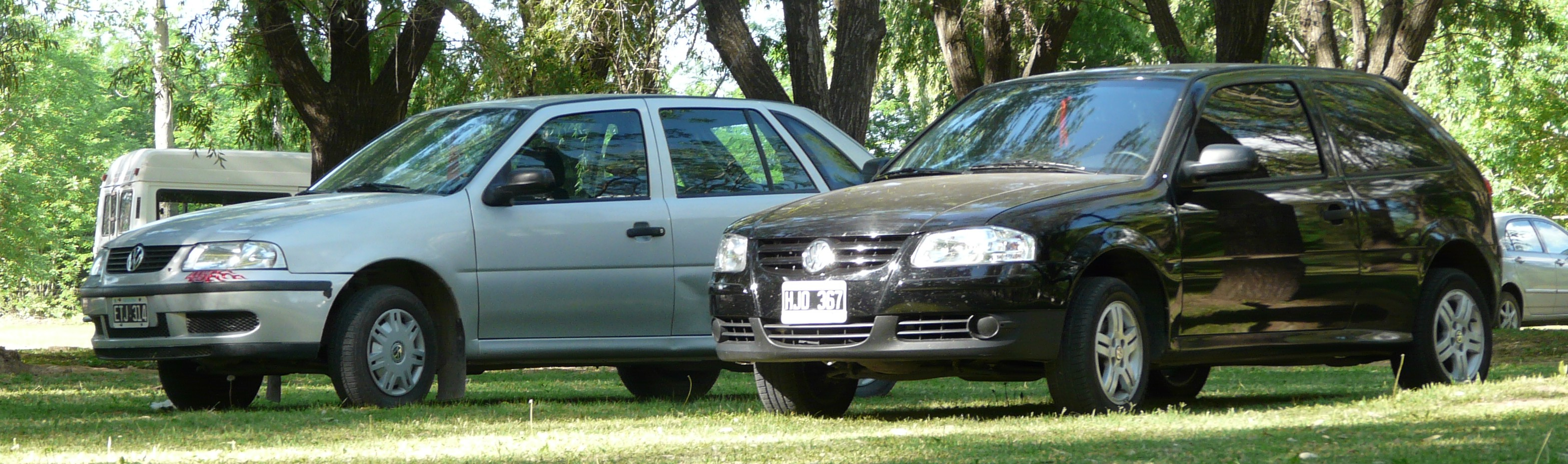
Volkswagen Pointer Mi 2004 y Volkswagen Pointer Base 2008.

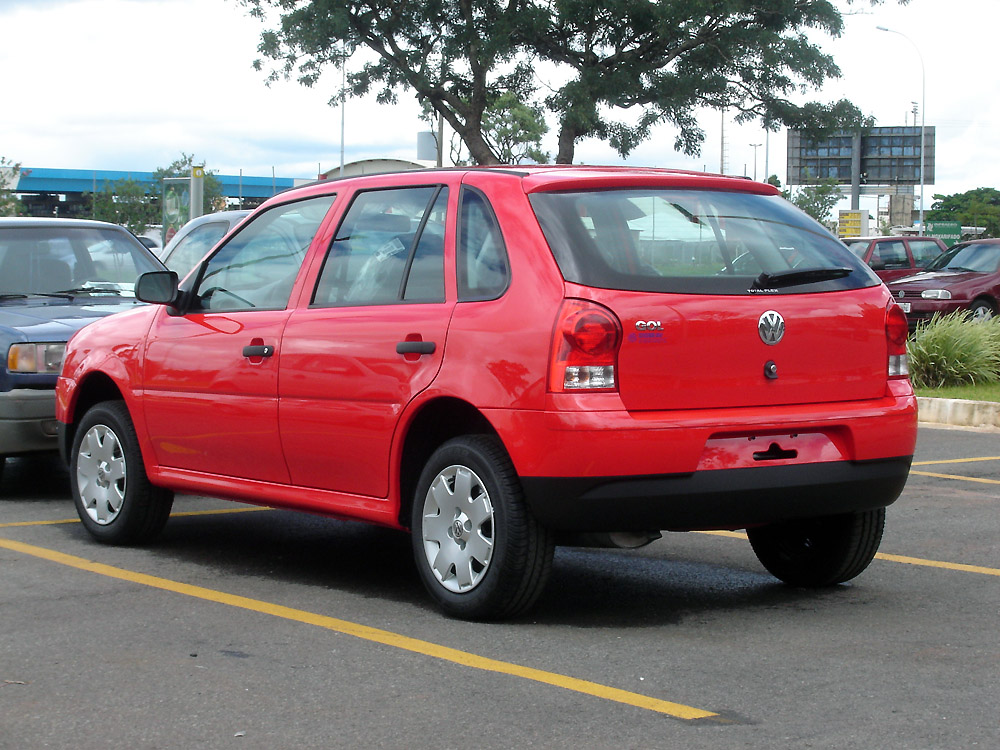
Volkswagen Pointer 2008.

El Volkswagen Pointer es considerado la respuesta de Volkswagen para competir con autos como el Chevy y el Nissan Tsuru. Este automóvil es importado desde Brasil, país donde ha sido el líder en ventas por más de 20 años. El Pointer fue introducido como modelo 1998, si bien no obtuvo excelentes cifras, éstas se comenzaron a incrementar en 2000, fecha en que su segundo rediseño fue introducido en el país. Posteriormente fueron introducidas versiones más accesibles, estrategia que hizo que se dispararan sus ventas, llegando a la fecha a pelear el primer lugar en ventas con el Chevy C2 y el Nissan Tsuru. Cabe mencionar que el Pointer fue sustituido por el nuevo Volkswagen Gol en el mercado mexicano.

### Jetta A4

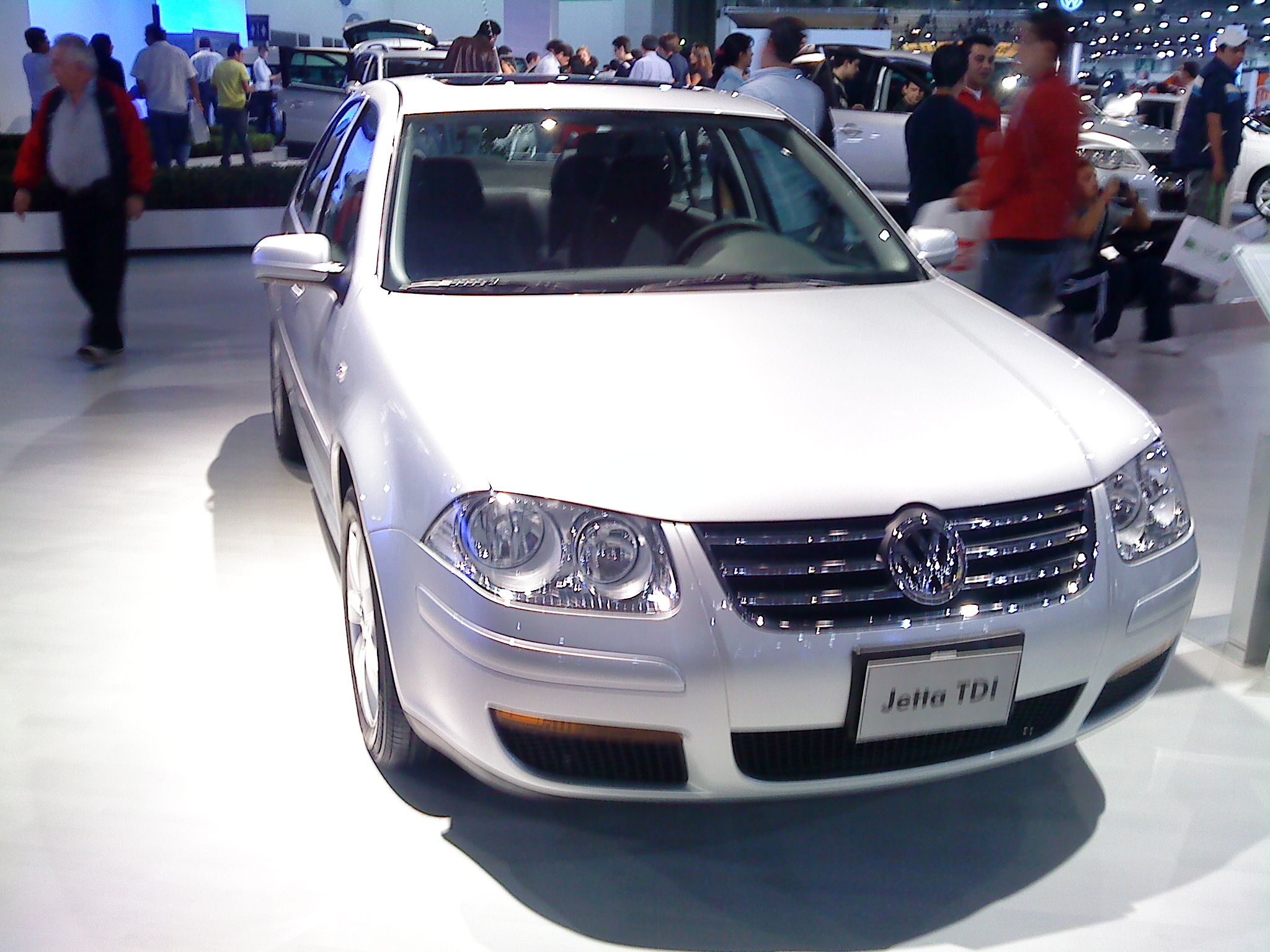
Volkswagen Jetta TDI 2009 con el rediseño correspondiente.

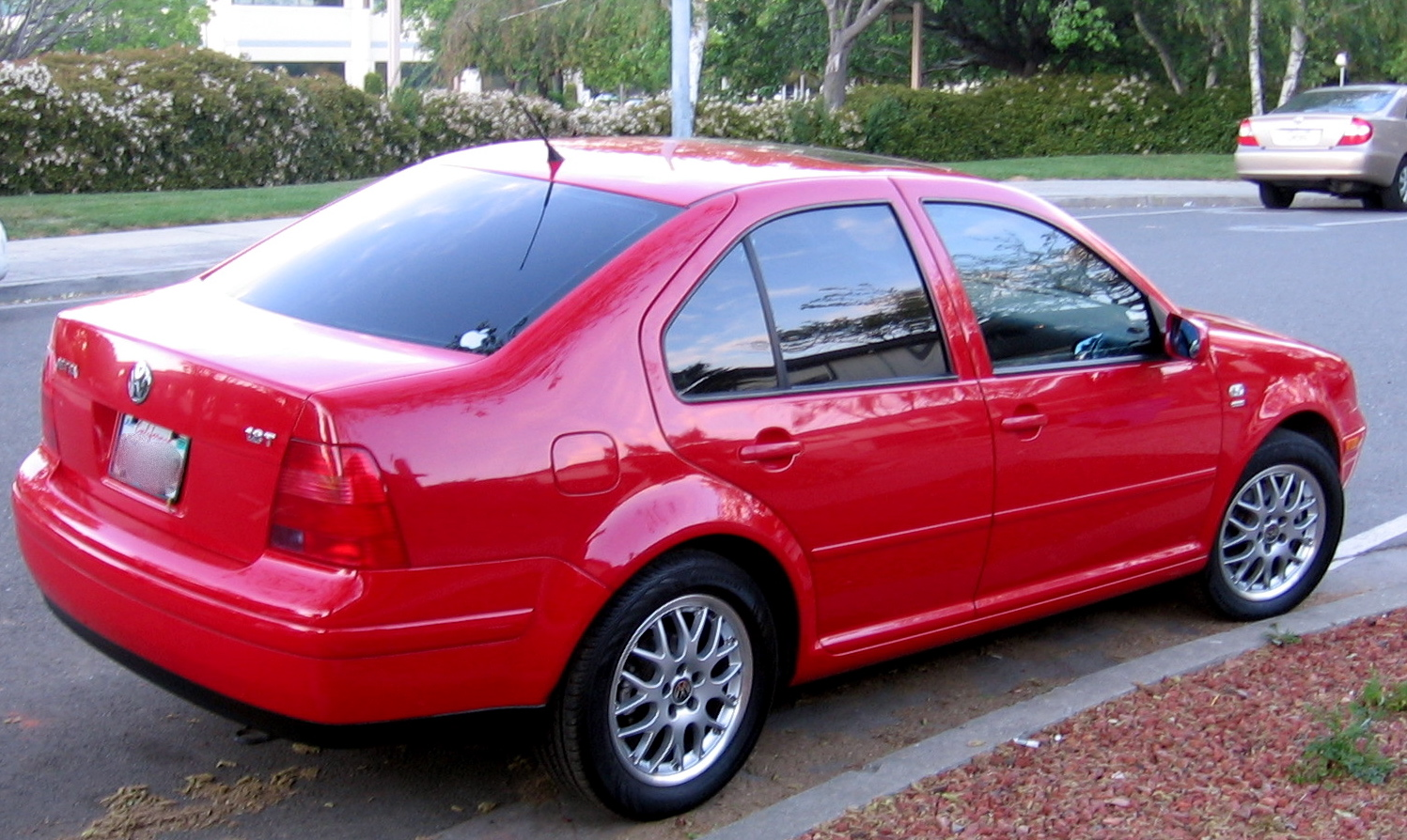
Volkswagen Jetta Sportline 2004. De las versiones más famosas por tener 180 CV y Rines marca BBS.

Volkswagen Atlantic (1981-1987) fue el nombre dado a la primera generación del Volkswagen Jetta en México, misma que fue muy exitosa entre los jóvenes. A partir de la segunda generación se decidió llamarle Volkswagen Jetta, continuando con el gran éxito en ventas que ya habían registrado anteriormente. La tercera generación continuo por el mismo camino. 
El Jetta Generación 4 hace su debut en México en octubre de 1998 como modelo 1999 con varios niveles de equipo muy completos, incluyendo ABS, Airbags delanteros y laterales, que hacían que su costo de adquisición no fuera particularmente accesible. Sin embargo, las estrategias publicitarias para este modelo fueron particularmente exitosas como: “No cambies, evoluciona”, al tiempo que fueron apareciendo versiones más accesibles, junto con la estética particularmente atractiva a los ojos del mexicano, hicieron que sus ventas aumentaran considerablemente en un corto plazo, posicionándose dentro de los 10 primeros lugares de venta en el país, llegando en ocasiones al tercer lugar. A partir de 2003 salió una nueva campaña muy exitosa (“Todo el mundo tiene un Jetta, al menos en la cabeza”), que contribuyó a consolidar el gran éxito de este modelo en este mercado, en ese mismo año se decide importar desde Alemania (con el motor 2.0 L 115 CV hecho en México) la versión familiar bajo en nombre de Jetta Variant, misma que no tuvo mucho éxito por sus altos costos, descontinuándose en 2005. A partir del modelo 2006, Volkswagen presenta el Jetta TDI, que es el primer automóvil de pasajeros con motor a Diésel comercializado en México desde 1983. Debido a ello, Volkswagen decidió continuar con la comercialización de este modelo junto con la quinta generación (que se llama Bora en México y varios mercados de América Latina). En junio de 2007 se presenta un rediseño exterior (que es el mismo ya visto en el Volkswagen Bora en China por parte de VW-FAW), que una vez más consolidó más las ventas de este auto. Actualmente el nuevo Volkswagen Jetta se vende en varios niveles de equipo: Jetta City, Jetta Europa, Jetta Trendline y Jetta TDI. Para el 2009 se lanza a la venta el Jetta Turbo, que retoma a un precio más accesible, el motor 1.8 L turbo 180 CV del difunto Jetta Sportline.
Este modelo ya se ha dejado de fabricar para ser sustituido por el Vento.

### Volkswagen Sedán

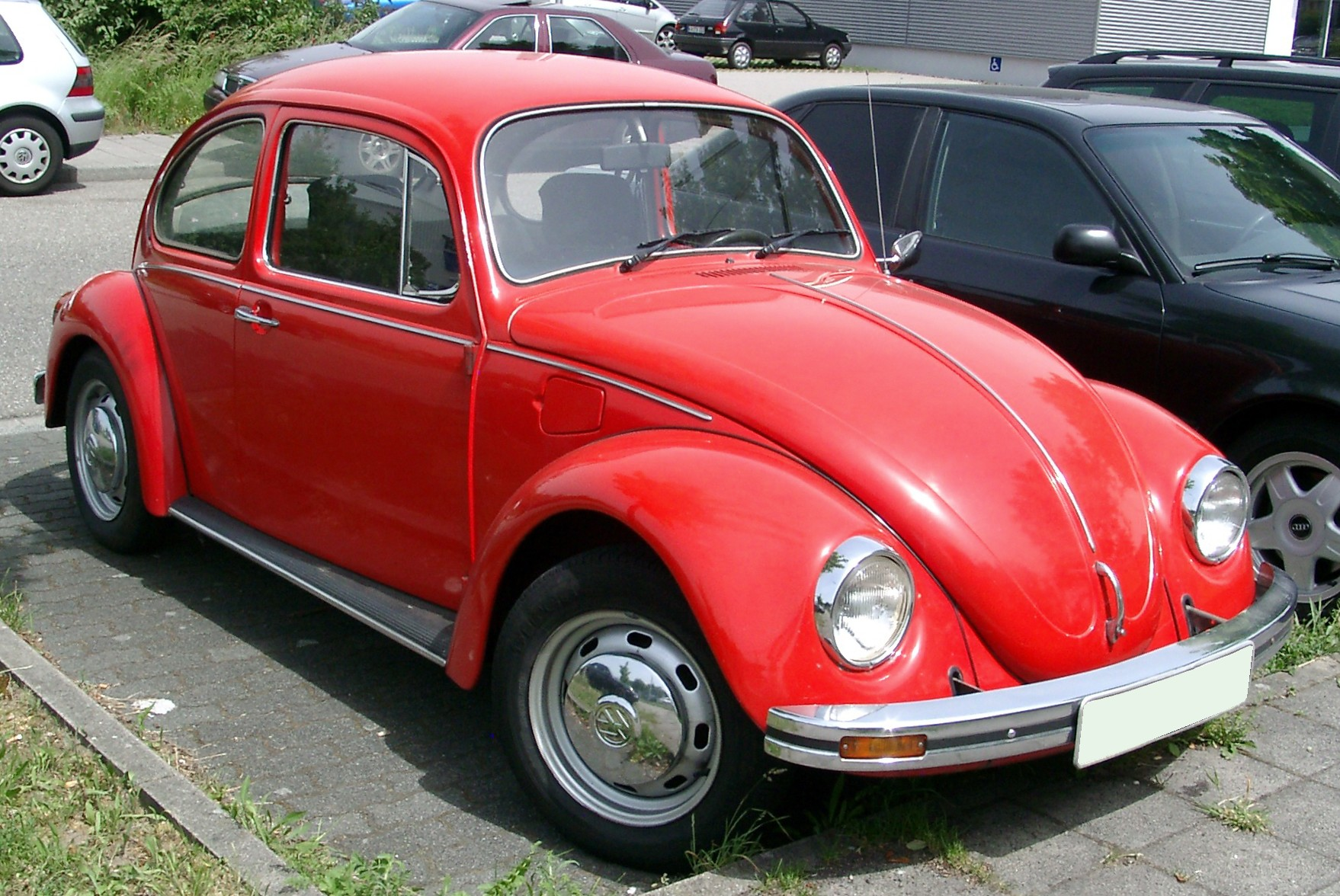
Volkswagen Sedán.

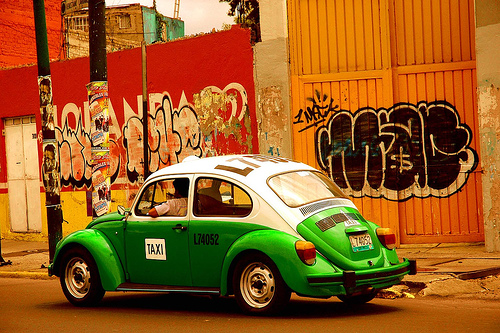
Volkswagen Sedán Taxi (Ciudad de México).

La historia de Volkswagen en México comienza en 1954, cuando se comienza la comercialización del Volkswagen Sedán en el país. Su creciente popularidad orilló a Volkswagen primeramente ensamblarlos en el país a través de la empresa Automex (que se dedicaba a ensamblar automóviles de Chrysler). A partir de 1964 se construye la planta de Volkswagen en las afueras de la ciudad de Puebla siendo ésta la segunda más grande de este fabricante fuera de Alemania. El Volkswagen Sedán tuvo hasta 1999 el papel de ser el automóvil más barato en México, además de tener un costo de mantenimiento muy bajo y una muy fuerte imagen de confiabilidad. A partir que el Volkswagen Sedan Convertible fue descontinuado de la producción el 10 de enero de 1980 en Alemania, solamente Brasil (donde se le llama Fusca) y México eran los únicos países donde se continuó su producción. A pesar de ello, en 1981, sale de la producción la unidad número 20,000,000 de este vehículo; y en 1993 la 21,000,000. Con todo esto, cierto número de entusiastas de este modelo provenientes de muchas partes del mundo se han llevado algunos ejemplares a sus países de origen, conservándolos como automóviles de colección.

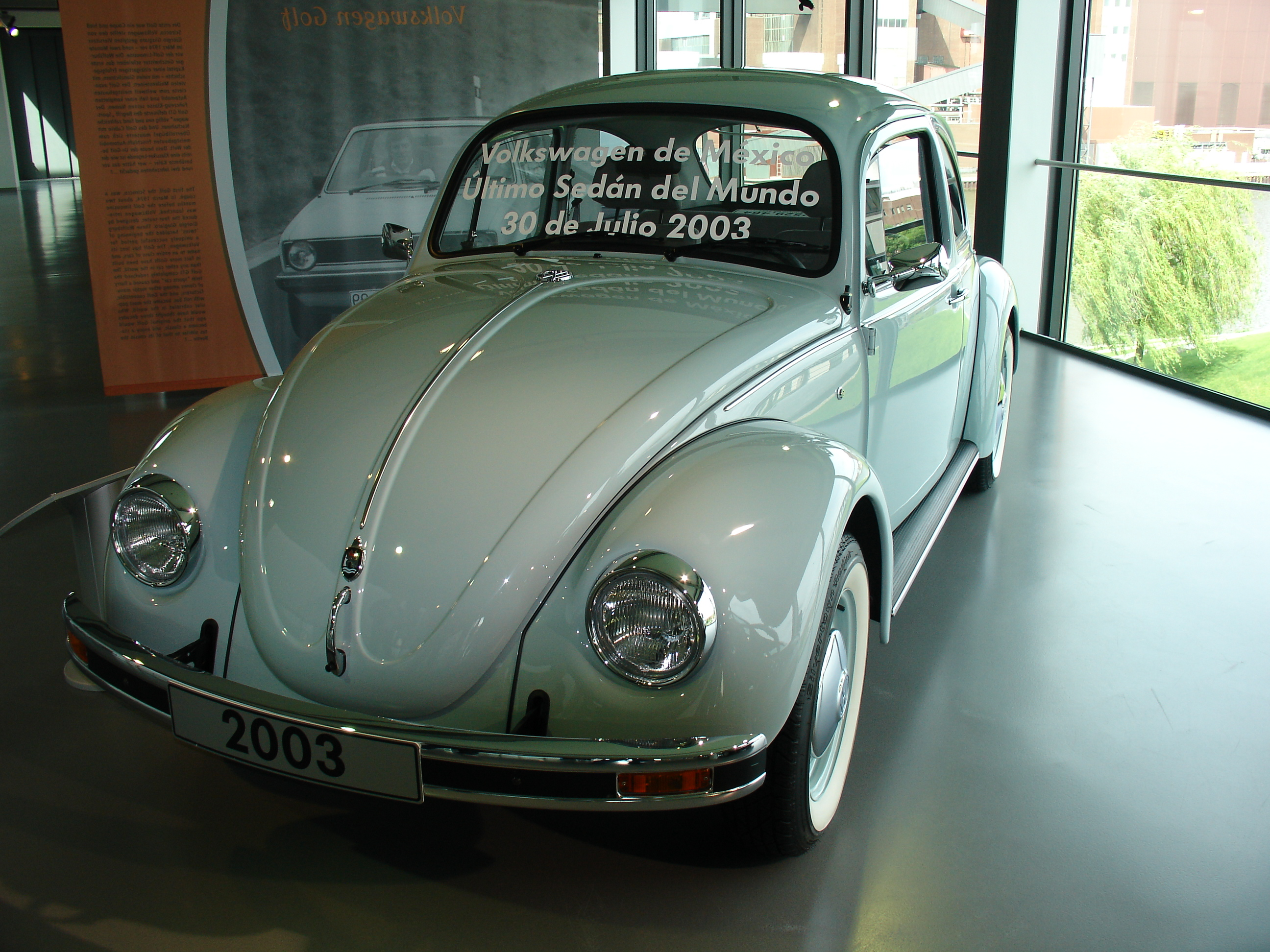
Volkswagen Sedán Última Edición en el Museo de Volkswagen).

El 30 de julio de 2003, el último Volkswagen Sedán salió de la línea de producción, dentro de una edición limitada de 3,000 ejemplares llamada Volkswagen Sedán Última Edición. Uno de ellos fue obsequiado por parte de las concesionarias Volkswagen en México a S.S. Juan Pablo II. El automóvil número 3,000 y último en salir de la línea de producción se encuentra actualmente en el Museo de Volkswagen en Wolfsburg, Alemania.

## Automóviles de marcas generalistas
Históricamente en México a partir de los años 60 han sido cinco las marcas principales que comercializaban automóviles en el país: Chrysler que vendía sus coches como Dodge, Chrysler o Valiant, Ford Motor Company, General Motors México (GMM) que los comercializaba como Chevrolet y Opel (aunque estos últimos fueron descontinuados en 1971). Nissan Mexicana vendía su línea Datsun, y Volkswagen de México se hacía de un buen nombre con el “Vocho” y la Combi principalmente.
Además de estas cinco marcas, otras tuvieron asimismo presencia en el país, aunque de forma no tan importante como Renault que se retiró del país en 1986 por diversos problemas, VAM que producía bajo licencia los productos de AMC y Jeep, o Borgward, marca alemana que vendió su modelo P100 con relativo éxito hasta su descontinuación en 1970.
A partir de 1991, se permitió la importación de automóviles al país, pero solamente a las cinco marcas establecidas en el territorio mexicano. Fue hasta 1994 que se establecieron BMW y Mercedes-Benz construyendo en el país pequeñas plantas ensambladoras. Honda introdujo en 1996 el Accord, sin embargo ya fabricaba motocicletas en el país desde la década de los 80. Actualmente las marcas y modelos de coches generalistas se comercializan a través de múltiples marcas y canales.
- Chrysler comercializa coches de las marcas Chrysler, Dodge, Jeep y anteriormente Hyundai. Esta última bajo un convenio especial, se espera la comercialización de Vehículos de la Marca FIAT en sus pisos de venta debido a la inversión realizada por la Automotriz Italiana en la Americana a raíz de su declaratoria de Quiebra Financiera.
- General Motors México (GMM) actualmente comercializa bajo el sello Chevrolet automóviles de muy diversos orígenes como Chevrolet fabricados en Estados Unidos, Canadá y México, Opel europeos, mexicanos y sudamericanos, y coches que vienen por parte de GM Daewoo de Corea del Sur principalmente. Además de este canal de distribución, GM cuenta con dos redes de concesionarios adicionales: Una para las marcas Buick y GMC, y otra para su marca premium Cadillac, y anteriormente Pontiac, Saab, Hummer y Saturn.
- Ford Motor Company México cuenta con una extraña mezcla entre coches de origen norteamericano, sudamericano y europeo. Ford además posee redes de concesionarias adicionales para las marcas premium Lincoln, Volvo, Jaguar y Land Rover, y anteriormente Mercury. En la actualidad Ford se maneja solamente las concesionarias Lincoln dado que Mercury se dejó de producir a nivel global a partir de 2011, Volvo se separó de Ford por la compra por parte de Geely, Jaguar y Land Rover se separan de ford para unirse a Tata Motors actual dueño de ambas.
- Nissan Mexicana actualmente el primer lugar de ventas del país desplazando desde 2009 a General Motors (1) Ver nota: Nissan y GMM Archivado el 7 de septiembre de 2010 en Wayback Machine.. En México también es válida la alianza estratégica con Renault, que regresó al país en 2000 con la ayuda de Nissan, compartiendo las dos compañías logística, fábricas (en la fábrica de Nissan de Aguascalientes se produjo hasta 2009 el Renault Clio), y hasta la filial financiera. Intermitentemente en estos años Nissan ha comercializado a través de su red de concesionarias algunos modelos de Infiniti además de 3 modelos de Renault vendidos bajo la marca Nissan; Clio Sedan (Platina) Renault Logan (Aprio) y Euro Clio III Generación. También algunos modelos de la marca rumana Dacia se han comercializado como Renault, como el Dacia Duster y Dacia Sandero
- Volkswagen de México tiene una historia de más de 50 años en el país y muchos logros. Durante muchos años tuvo el primer lugar de ventas en el país. Actualmente posee el tercer lugar por detrás de Nissan Mexicana y General Motors México (GMM) (1) Ventas 2010. En 2002 introdujo la marca SEAT con mucho éxito a México.

Además de éstos cinco fabricantes principales se han establecido o restablecido marcas muy diversas, convirtiendo a México, después de ser uno de los mercados automotrices más restringidos y con menor variedad entre los años 60 y 80 del siglo pasado, a ser uno de los más variados, ricos e interesantes del planeta, ya que es común ver por las calles mexicanas coches de origen norteamericano a lado de otros originarios de Sudamérica, Europa y Asia. Otros fabricantes que se establecieron en México son entre otros:
- Honda que tiene una planta armadora en el municipio de El Salto en el estado de Jalisco y recién inauguró otra en Guanajuato.
- Toyota que posee una pequeña planta de ensamble en Baja California donde se fabrican 30,000 Pick Ups al año.
- Mitsubishi Motors de México que entró al país con la ayuda de Chrysler.
- Mazda que entró con la ayuda de Ford.
- Renault que cuenta con la asistencia e interacción con Nissan.
- Hyundai que ingresó al país en 2014 luego de 13 años vendiendo vehículos tras un acuerdo con Chrysler bajo la marca Dodge.
- KIA que ingresó al país en 2015 y un año después construyó una planta de fabricación de vehículos en Pesquería, Nuevo León, en donde también se arman autos Hyundai.
- Otras marcas han establecido importadoras en el país, entre las que se encuentran: FAW, Fiat, Peugeot, Subaru, Isuzu y Suzuki.
- BAIC que entró en México en 2016 de la mano de Picacho Automotriz.
- MG, en manos de Saic Motor, ingresó a México en 2020.
- Changan que inició operaciones oficialmente en 2021.
- Lexus que inició operaciones en México en noviembre de 2021 con ayuda de Toyota.
- BYD que inició operaciones en México en marzo de 2023.
- Great Wall Motors que inició operaciones en México en septiembre de 2023 con las marcas de automóviles Haval y Ora.
- Geely que inició operaciones en México en octubre de 2023.

Algunas marcas que aún no operan en México actualmente son Citroën (que operó anteriormente), Opel, Škoda, entre otras marcas europeas y asiáticas que operan en otros países latinoamericanos en Centroamérica y Sudamérica.

## Marcas “Premium”

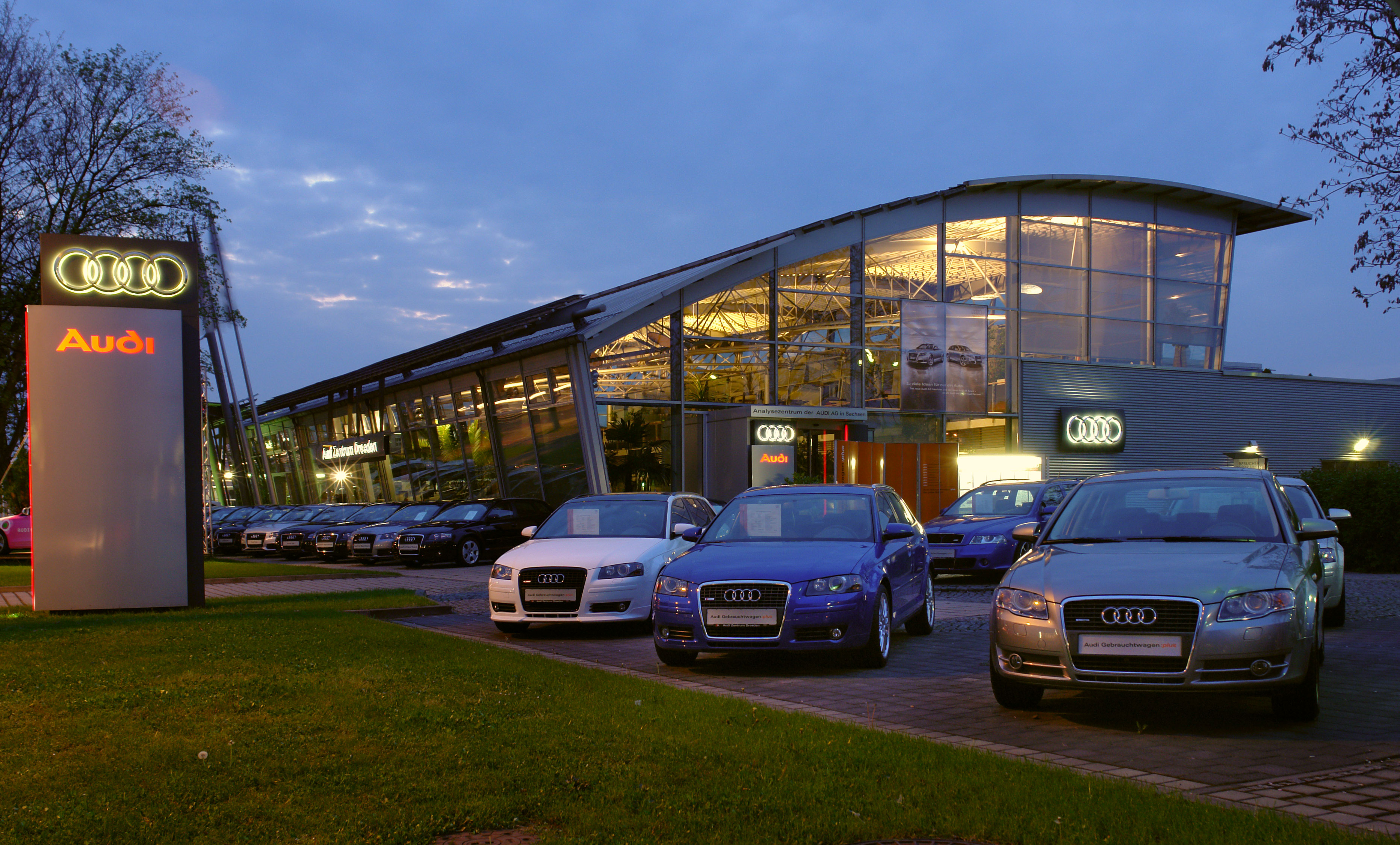
Cada vez es más común ver concesionarios automotrices de marcas “Premium” en México. En la foto un Audi Center en Dresde, Alemania.

La historia de las marcas de automóviles Premium en México la podemos dividir en dos épocas distintas muy bien diferenciadas:
Una primera época anterior a 1963, en que era posible encontrar en México (aunque en muy pequeña escala) marcas como Packard, marcas de Auto Union, Cadillac, Lincoln, Mercedes-Benz o incluso algunas otras en mercado gris como Lancia o Alfa Romeo. Estas son marcas muy conocidas por quienes vivieron en aquellos años.
La segunda época la situamos a partir de 1994-1995, tiempo en que BMW y Mercedes-Benz se establecen en México, a partir de entonces, han llegado cada vez más marcas premium al mercado nacional, entre las que podemos mencionar Acura, Alfa Romeo, Audi, Bentley, Ferrari, Jaguar, Land Rover, Maserati, Porsche, y Volvo entre otros. Hay otras marcas como Lexus que recién inició operaciones en el mercado mexicano en noviembre de 2021 con ayuda de Toyota, después de varios años con planes de que la marca pudiera entrar al mercado mexicano sin fecha oficial.
Los automóviles de lujo obtienen buenas cifras de ventas en las ciudades principales como la Ciudad de México, Guadalajara, Monterrey, León, Mérida, o Puebla, entre otras.

## Automóviles “Chocolate”
No se puede hablar de coches en México sin mencionar a los autos chocolate, que han generado una gran problemática en el país desde hace muchos años. El término de auto chocolate se refiere a un vehículo usado de procedencia extranjera ilegal que se encuentra circulando en el país de forma permanente.
En los años de restricción al mercado mexicano, en las localidades fronterizas como excepción, la gente podía ir a comprar su auto usado “al otro lado”, al ser un mercado mucho más abierto, el valor de reventa de estos coches era considerablemente menor al de uno en la capital o el interior del país. En los años 80 se volvió muy popular entre los estados del altiplano, además de la zona fronteriza, el traer estos vehículos usados, en relativamente buenas condiciones, ya que se requería un desembolso considerablemente inferior que comprar en su localidad un vehículo usado hecho en el país. A esto contribuía una menor carga impositiva en los Estados Unidos, así como una mayor oferta de estos vehículos de lo que se podía encontrar en el país.
Esta irregularidad continuó hasta 2005, año en que el entonces presidente Vicente Fox Quesada autorizó el proceso de legalización de los vehículos usados de procedencia extranjera con más de 10 años de antigüedad. En primera instancia, esto ha representado un aparente beneficio para muchas familias mexicanas, sin embargo han ocasionado problemáticas, tales como contaminación ambiental al no contar estas unidades con los controles de emisiones reglamentados por ley (los convertidores catalíticos tienen una duración aproximada de 10 años), a la falta de refacciones en algunos casos (por tratarse de modelos o versiones que no se comercializaron en el país), y el consiguiente daño a la industria automotríz nacional al preferir una parte de la población este tipo de unidades más baratas, que el adquirir un auto mexicano por los diversos canales de venta existentes.